# Sinopodisma rufofemoralis
Sinopodisma rufofemoralis är en insektsart som beskrevs av Fu, Peng och Z. Zheng 2004. Sinopodisma rufofemoralis ingår i släktet Sinopodisma och familjen gräshoppor. Inga underarter finns listade i Catalogue of Life.